# Phrynarachne clavigera
Phrynarachne clavigera là một loài nhện trong họ Thomisidae.
Loài này thuộc chi Phrynarachne. Phrynarachne clavigera được Eugène Simon miêu tả năm 1903.